# Bronisław Maryański
Bronisław Maryański (ur. 3 września 1863 w Lipnie, zm. 25 sierpnia 1912) – duchowny, profesor w Seminarium Duchownym w Płocku, redaktor, wydawca.
W 1879 rozpoczął naukę w Seminarium Nauczycielskim w Wymyślinie-Skępem; ukończył je w 1882. W tym samym roku rozpoczął pracę jako nauczyciel ludowy w Oborach. W 1884 wstąpił do Seminarium Duchownego w Płocku, które ukończył z wyróżnieniem. 15 czerwca 1889 przyjął święcenia kapłańskie. Przez pół roku pełnił obowiązki wikariusza w katedrze płockiej,  latach 1890–1894 w Krzynowłodze Małej, a w 1894–1895 w Czyżewie. W latach 1895–1898 był proboszczem w Radzanowie pod Mławą; w latach 1898–1912 w Brwilnie. Aktywnie angażował się w działalność tajnej organizacji Collegium Secretum. Publikował w periodyku „Wiara i Ojczyzna” i wydawanym w latach
1902–1904 w Krakowie przez Ligę Narodową „Dla swoich”. Był współzałożycielem powstałego w 1907 Towarzystwa Bibliotek Parafialnych Diecezji Płockiej.
Od 1890 roku wydawał perodyk „Kalendarz dla organistów wiejskich”, który w 1894 roku przekształcił się w „Rocznik dla organistów”. Przy jego zaangażowaniu, w styczniu 1895 założono kształcącą organistów Sekcję Miłośników Muzyki Kościelnej przy Towarzystwie Muzycznym w Warszawie. Od 1903 studiował filozofię w Katolickim Instytucie w Paryżu. Jednocześnie uczęszczał na wykłady literatury francuskiej w Sorbonie. Od 1907 był roku redaktorem wydawanego w Płocku tygodnika religijno-społecznego „Mazur”. W 1907 otrzymał nominację na profesora j. francuskiego, wymowy i teologii pasterskiej w Seminarium Duchownym w Płocku. W 1907 r. został kanonikiem kolegiaty pułtuskiej. Publikował w prowadzonych przez siebie pismach oraz w periodykach „Przegląd Katolicki”, „Niwa” i „Zorza”.
Zginął tragicznie 25 sierpnia 1912 roku, usiłując ratować tonącego w Wiśle brata Franciszka. Pochowany został na cmentarzu w Płocku.

## Publikacje
- 1898 Kazania o wychowaniu dzieci
- 1898 Kazania o Najświętszym Sakramencie
- 1900 Kazania przygodne
- 1901 Ester : powieść z czasów niewoli babilońskiej
- 1904 W hołdzie dla Maryi : studyum historyczno-ascetyczne w różańcu
- 1907 Bractwo różańcowe : studyum
- 1902 Judyta : opowiadanie biblijne
- 1908 Podręcznik dla organistów i śpiewaków kościelnych
- 1908 Holofernes : powieść historyczna z czasów biblijnych
- 1908 Muzyka wedle myśli Kościoła : podręcznik dla organistów i śpiewaków kościelnych
- 1908 Sara : powieść współczesna
- 1909 Genjusz miłości : opowiadanie historyczne